# Mélilot blanc
Melilotus albus
Espèce
Le mélilot blanc, Melilotus albus ou Trigonella alba, est une espèce de plantes à fleurs dicotylédones de la famille des Fabaceae  (légumineuses), sous-famille des Faboideae. C'est une plante herbacée originaire d'Eurasie. 
L'espèce est cultivée comme plante fourragère et utilisée aussi pour stabiliser les sols et la restauration des terres. C'est aussi une excellente plante mellifère. Les feuilles, les fleurs séchées et les graines sont utilisées dans des préparations culinaires.   
Melilotus albus est d'origine eurasiatique, elle est considérée comme une mauvaise herbe des cultures et une plante envahissante dans certaines régions d'Amérique du Nord. C'est pour sa grande valeur en tant que culture fourragère que le risque d'introduction délibérée dans d'autres pays est élevé. Les graines de M. albus sont également parfois introduites en tant qu'impuretés dans les graines d'autres cultures telles que la  luzerne (Medicago sativa). M. albus est très susceptible d'être transporté à l'étranger à la fois accidentellement et délibérément, ses graines peuvent persister dans le sol pendant plusieurs décennies et rester viables.
En tant que fixateur d'azote, M. albus a le potentiel de modifier l'état nutritif du sol et de modifier l'environnement dans les écosystèmes pauvres en azote en les rendant souvent plus accueillants pour d'autres espèces envahissantes. Il a été démontré que M. albus et M. officinalis augmentent le nombre d'espèces envahissantes et diminuent les espèces indigènes dans les prairies montagneuses.
Son odeur sucrée et vanillée caractéristique, intensifiée par le séchage, est due à la coumarine et amène à des précautions d'emploi comme plante aromatique.

## Noms vernaculaires
- Mélilot blanc, trèfle de Bokhara[4], mélilot de Sibérie, luzerne bâtarde[5].

## Synonymes

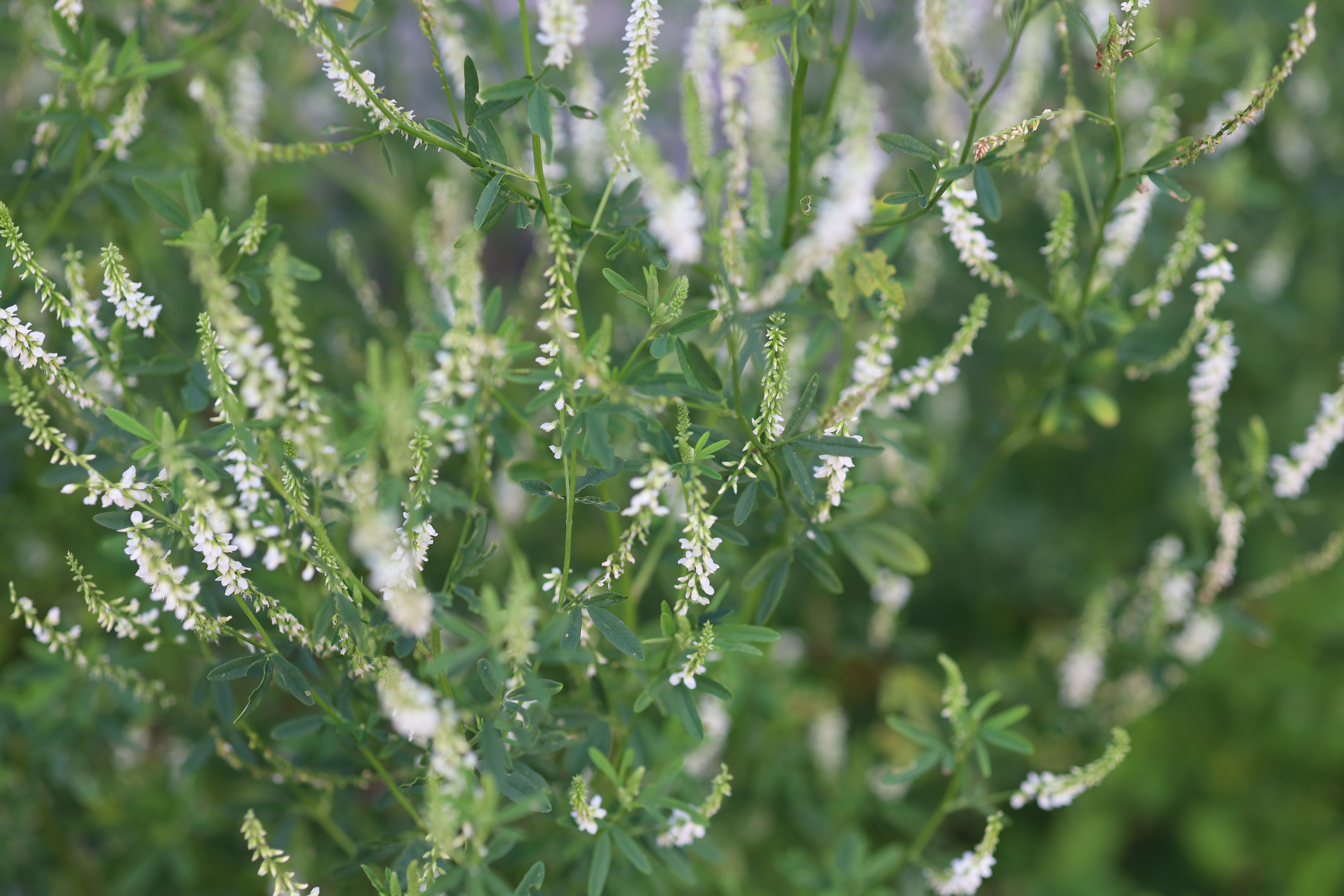
Melilotus alba, Québec, Canada

Selon Catalogue of Life (4 octobre 2018) :
- Melilotus alba Medik.
- Melilotus albus var. annua Coe
- Melilotus argutus Rchb.
- Melilotus leucanthus DC.
- Melilotus melanospermus Ser.
- Melilotus vulgaris Willd.

## Description

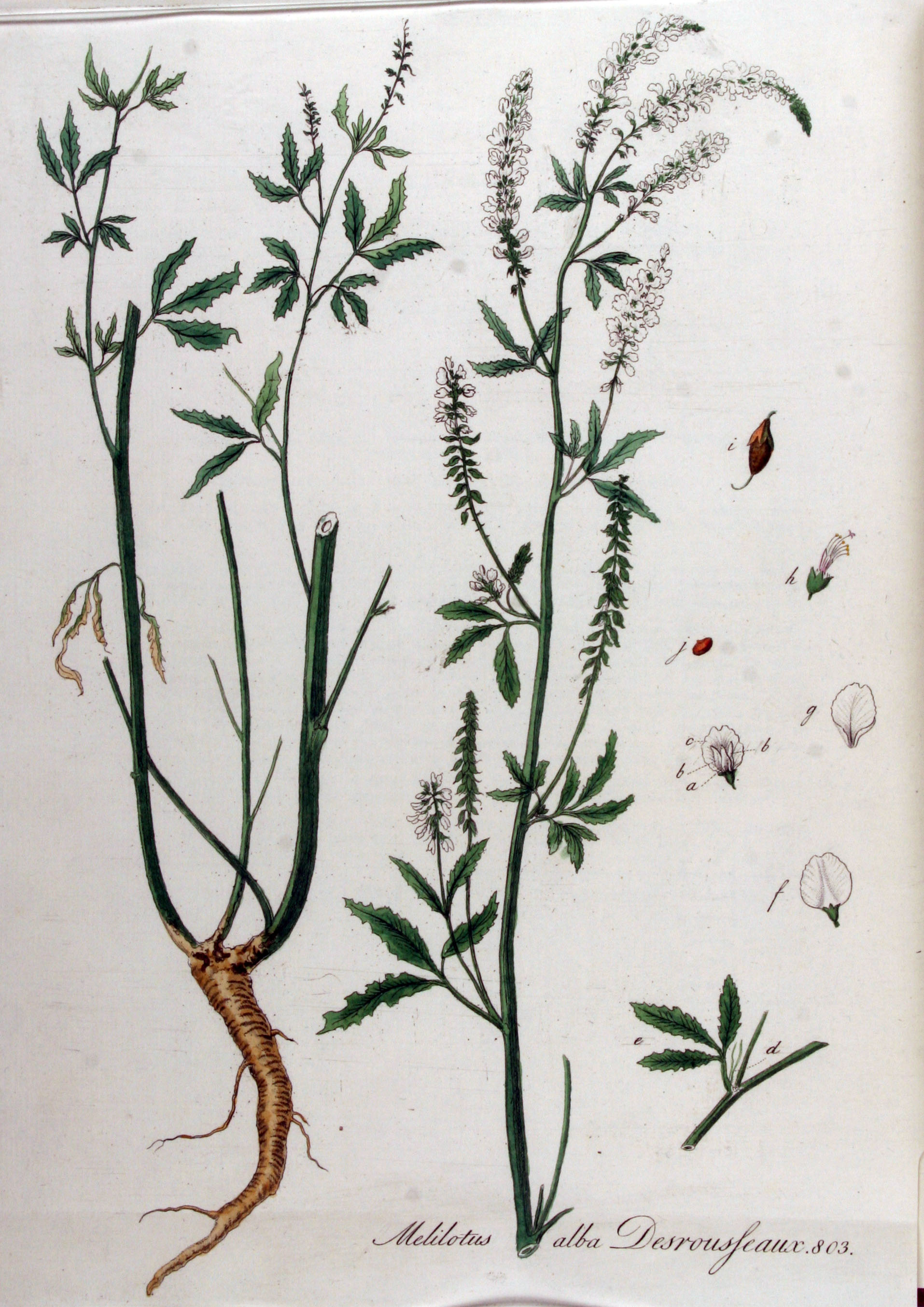
Planche issue de Flora batava

C'est une plante herbacée bisannuelle ou annuelle de grande hauteur, aux fleurs blanches, aux feuilles trifoliées et au système racinaire pivotant profond. 
La tige lisse et glabre a un port dressé et mesure de 1 à 3 m de hauteur et la racine pivotante peut atteindre 1m de profondeur.
Les feuilles sont alternes, pétiolées, avec une stipule cunéiforme à marge entière de 7 à 10 mm de long présente à la base au niveau de la tige. Le pétiole est composé de trois folioles, chacune de forme ovée à oblongue, lancéolée, de 15 à 30 mm de long et de 6 à 12 mm de large, avec une marge irrégulièrement dentée et un sommet arrondi ou tronqué. La foliole terminale porte un pétiolule.
Le mélilot blanc fleurit en grappes. Chaque racème allongé de 8 à 20 cm de long porte entre 40 et 80 fleurs blanches. Les fleurs papilionacées, typiques des fabacées, mesurent de 4 à 5 mm de longueur avec un étendard plus long que les ailes, un calice de 2 à 2,5 mm de long campanulé avec des dents au sommet.
Le fruit est une gousse fermée (indéhiscente), oblongue et droite de 3 à 4 mm de longueur. Brune ou noire, elle contient généralement une seule graine, parfois deux à trois, de forme ovale de 2 à 2,5 mm de longueur et de couleur jaune ou verdâtre. 
La plantule est à tige et feuilles alternes, avec des cotylédons oblongs, une première feuille entière de forme arrondie et les feuilles suivantes trifoliolées. Elle ne se distingue guère à ce stade de la variété du Mélilot jaune officinal.

### Caractéristiques
- Organes reproducteurs
  - Couleur dominante des fleurs : blanc
  - Inflorescence : racème simple
  - Sexualité : hermaphrodite
  - Pollinisation : entomogame

La floraison a lieu de juin à septembre.
- Graine
  - Fruit : gousse
  - Dissémination : épizoochore
- Habitat et répartition
  - Habitat type : friches vivaces mésoxérophiles, médioeuropéennes

Données d'après : Julve, Ph., 1998 ff. - Baseflor. Index botanique, écologique et chorologique de la flore de France. Version : 23 avril 2004.

## Répartition
Le mélilot blanc est endémique dans une grande partie de l'Europe et l'Asie ainsi que dans certaines régiones d' Afrique. Il est introduit en Amérique, en Australie, et dans les zones non endémiques d' Europe, Asie et Afrique.
Il a été introduit sur le continent américain en 1664 à Boucherville au Québec comme plante fourragère et mellifère.

## Culture
Le mélilot blanc croît dans les endroits ensoleillés et s'adapte à une vaste gamme de conditions climatiques, tolérant bien la sécheresse, le froid ainsi qu'une grande variété de types de sol et de textures, y compris des sols modérément salés. Il ne pousse guère dans les endroits ombragés où trop humides, notamment des sols soumis à des inondations fréquentes.
Il croît spontanément dans des environnements perturbés comme des bordures des routes et dechemins de fer mais auss dans les pâturages et les champs cultivés 
Il est doté d’une racine pivotante pouvant dépasser 1 m de profondeur qui doit être retirée complètement en cas de désherbage.
Il produit une grande quantité de graines pouvant aller jusqu’à 350 000 graines par plant, des graines demeurant viables de nombreuses années (plus de 80 ans) dans le sol. C'est une espèce mellifère.
Melilotus albus est planté en Australie sur les sols des zones arides affectés par la salinité.
Le semis se fait au début du printemps ou en début d'automne à raison de 2 g/m². Comme engrais vert, l’enfouissement se fera environ 8 semaines après le semis.

## Usage culinaire
Le mélilot est une plante aromatique utilisé dans des préparations à usage culinaire au même titre que le mélilot jaune officinal.
Les fleurs ont un léger parfum de vanille et peuvent être macérées fraîches ou séchées, dans du lait et des crèmes, mais une fois cuites, elles deviennent amères. 
Séchées, elles peuvent être consommées en infusion mais n'ont pas les vertus médicinales du mélilot officinal.
Les jeunes feuilles sont légèrement aromatiques et peuvent être ajoutées en condiment dans des salades.
Les graines sont utilisées comme  épice notamment pour les fromages.
Le mélilot blanc est vendu sous forme d’essence liquide ou de poudre, notamment dans des boutiques de produits locaux au Québec où elle est appelée « vanille boréale » ou « vanille du Québec ». L’essence de mélilot remplace volume pour volume l’extrait de vanille dans diverses préparations et le mélilot en poudre est rajouté à la farine dans les recettes de pâtisserie. 
Son goût ne fait pas consensus.

### Mise en garde
Le mélilot blanc contient un hétéroside qui forme en s’hydrolysant de la coumarine, une substance à l’odeur et au goût suaves qui amènent à utiliser cette plante comme un substitut de la vanille.
Cependant la coumarine a une action hépatotoxique à haute dose et la consommation de mélilot blanc doit être limitée à 2 grammes de matière sèche par jour et par personne.